# Beliu, Arad
Beliu (în maghiară Bél) este satul de reședință al comunei cu același nume din județul Arad, Crișana, România.

## Așezare
Localitatea este situată la poalele muntilor Munții Codru-Moma, în dreptul vârfului Pleșu la interferența Dealurilor Vestice cu Câmpia Panoniei, la o distanță de 77 km față de municipiul Arad.

## Istoric
Localitatea a fost atestată arheologic ca una dintre cetățile voievodului Menumorut. Beliu a fost o dată proprietatea episcopilor din Oradea și nu se afla în locul său actual, ci lângă Râul Teuz.
Prima atestare documentară a localității Beliu datează din anul 1332. Între 1332 și 1335 a fost deja inclus în lista zecimii papale.
La începutul anilor 1800, patru târguri naționale erau deja organizate aici. Avea o fabrică mare de bere, un arzător de coniac și o faimoasă moară de apă.
La începutul secolului al XX-lea, aici a funcționat și o fabrică de sticlă. În acel moment aparținea raionului Béli din Comitatul Bihor. După 1920, cu Tratatul de la Trianon, satul este anexat de către România.
Până la instaurarea regimului comunist în România a fost reședința unei plăși din județul Bihor (interbelic).

## Personalități
- Cornel Lazăr (1863 - 1931), delegat în Marea Adunare Națională de la Alba Iulia 1918

## Monumente
- Biserica greco-catolică „Nașterea Sf. Ioan Botezătorul” (edificată în anul 1834)

## Economia
Deși economia este una predominant agrară, în ultima perioadă sectorul economic secundar și terțiar au avut evoluții ascendente. Alături de agricultură, industria materialelor de construcții, industria ușoară, industria lemnului și nu în ultimul rând mica industrie reprezentată de activitatea micilor meșteșugari, au ponderi importante în economia așezării.

## Turism
Potențialul turistic de natură antropică, este extrem de atractiv. Muzeul "Emil Lăzureanu" din Beliu cu colecțiile
sale de sticlărie (glăjărie), etnografie – compusă din obiecte ceramice, textile, lemn, costume populare – arheologie,
istorie și științele naturii.